# ستيفن ريد (كاتب)
ستيفن ريد هو كاتب كندي، ولد في 13 مارس 1950 في Sables-Spanish Rivers ‏ في كندا، وتوفي في 13 يونيو 2018.